# امیلسون کریباری
امیلسون سانچز کریباری (پرتغالی: Emílson Sánchez Cribari؛ زادهٔ ۶ مارس ۱۹۸۰) بازیکن فوتبال سابق اهل برزیل است که آخرین بار به عنوان مدافع میانی برای باشگاه فوتبال رنجرز اسکاتلند بازی کرد.
کریباری همچنین در باشگاه‌های فوتبال لوندرینا، امپولی، اودینزه، لاتزیو، سیه‌نا، ناپولی و کروزیرو سابقهٔ حضور دارد.

## افتخارات
لاتزیو
- سوپرجام فوتبال ایتالیا: ۱ (۲۰۰۹)

رنجرز
- لیگ دسته سوم فوتبال اسکاتلند: 1 (۲۰۱۳)
- لیگ ۱ اسکاتلند: ۱ (۲۰۱۴)